# Комиссия полиции обоих народов
Комиссия полиции обоих народов (пол. Komisja Policji Obojga Narodów) — центральный коллегиальный орган власти Речи Посполитой.
Создана 28 июня 1791 года. Четырехлетним сеймом 1788-1792 гг. на замену отмененной комиссий доброго порядка, а также великого литовского, великого коронного, надворного литовского и надворного коронного маршалков. Состояла из 15 комиссаров: 3 сенаторов, 6 послов (по 2 от Великопольской, Малопольской и Литовской провинций) и 6 адвокатов от городов, избранных от землевладельцев. Комиссары выбирались сеймами на 2 года. От Великого княжества Литовского в комиссию входили брестский каштелян Ю. Щит, Ю. Швайковский и С. Прашинский. Комиссия управлялась надворными маршалками через канцелярию (6 человек) и подчинялась Страже Прав. Заседала ежедневно, кроме праздников.
В ведении Комиссии находились поддержание порядка в городах, ревизия городских доходов, завещаний, разрешения на работу в ремесленных цехах, слежение за неотчуждаемостью городских земель и их арендой через аукционы. Комиссия осуществляла общегражданскую полицейскую власть и исполнение судебных решений, предотвращала нарушений свободы печати, оказывала помощь инвалидам и больным, ведало местами заключения. Как судебное учреждение рассматривала дела, направленные ей по апелляции порядковыми комиссиями.
Распоряжения центральной Комиссии исполнялись через воеводские и уездные комиссии порядковые гражданско-военные. Для выполнения своих постановлений комиссия имела 2 хоругви, также могла пользоваться помощью армии. Отменена Тарговицкой конфедерацией. На Гродненском сейме 1793 года были созданы отдельные Комиссия полиции Великого княжества Литовского и Коронная комиссия полиции.